# Saison 8 de Blacklist
Chronologie
Saison 7 Saison 9
Cet article présente le guide des épisodes de la huitième saison de la série télévisée américaine Blacklist.

## Généralités
Le 20 février 2020, NBC annonce le renouvellement de Blacklist pour une huitième saison. La diffusion américaine débute le 13 novembre 2020. Les scénarios des trois premiers épisodes étaient censés être ceux qui clôturaient la saison 7.
Début mai 2020, Laura Sohn, interprète de l'agent Alina Park depuis la septième saison, est promue à la distribution principale à partir de cette huitième saison. L'acteur Ron Raines (en) est choisi pour remplacer Brian Dennehy, décédé le 15 avril 2020, dans le rôle récurrent de Dominic Wilkinson.
La production de cette saison a commencé en septembre 2020 avec un protocole sanitaire strict lié à la Pandémie de Covid-19.
Le 15 juin 2021, il est annoncé que Megan Boone quitte Blacklist d'un commun accord avec l'équipe de production de la série, la décision ayant été prise tôt pour apporter une conclusion à l'arc narratif de son personnage,.
Le 24 juin 2021, Jon Bokenkamp le créateur et producteur exécutif de la série, annonce que lui aussi quitte la série.

## Synopsis
Dos au mur, Raymond Reddington affronte son ennemi le plus redoutable : Elizabeth Keen. De connivence avec sa mère, la tristement célèbre espionne russe Katarina Rostova, Liz doit décider jusqu'où elle est prête à aller pour découvrir pourquoi Reddington est entré dans sa vie et ce qu'est vraiment son but final. Les retombées entre Reddington et Keen auront des conséquences dévastatrices pour tous ceux qui se trouvent dans leur sillage, y compris la Task Force qu'ils ont aidé à créer.

## Distribution

### Acteurs principaux
- James Spader (VF : Pierre-François Pistorio) : Raymond « Red » Reddington
- Megan Boone (VF : Laura Blanc) : Elizabeth Keen (épisodes 1 à 4 et 14 à 22)
- Diego Klattenhoff (VF : Alexandre Gillet) : Donald Ressler
- Harry Lennix (VF : Thierry Desroses) : Harold Cooper
- Amir Arison (VF : Laurent Larcher) : Aram Mojtabai
- Hisham Tawfiq (VF : Frantz Confiac) : Dembe Zuma
- Laura Sohn (VF : Geneviève Doang) : Alina Park

### Acteurs récurrents et invités
- Laila Robins (VF : Danièle Douet) : Katarina Rostova (épisodes 1 et 2), Tatiana Petrova (épisode 21)
- Lotte Verbeek  : Katarina Rostova, jeune (épisodes 2, 21)
- Ron Raines (en) : Dominic Wilkinson (épisodes 1, 2, 21)
- Reg Rogers (en) (VF : Jérôme Pauwels) : Neville Townsend (épisodes 9 à 11, 13 à 21)
- Deirdre Lovejoy (VF : Danièle Douet) : Cynthia Panabaker (épisodes 5, 9 et 12)
- Fiona Dourif (VF : Olivia Luccioni) : Lillian Roth (née Jennifer Reddington), (épisode 18)
- Brett Cullen (VF : Guy Chapellier) : Ilya Koslov (épisode 21)
- Gabriel Mann (VF : Damien Ferrette) : Ilya Koslov, jeune (épisode 21)

## Liste des épisodes

### Épisode 1:Roanoke
- États-Unis /  Canada : 13 novembre 2020 sur NBC[9] / Global
- France : 15 janvier 2022 sur Série Club[10]

- États-Unis : 3,72 millions de téléspectateurs[11] (première diffusion)

- Laila Robins (Katarina Rostova)
- Gary Littman (Dr Ed Clemons)
- Ron Raines (Dominic Wilkinson)
- Aida Turturro (Heddie Hawkins)

### Épisode 2:Katarina Rostova -2epartie
- États-Unis /  Canada : 20 novembre 2020 sur NBC / Global
- France : 15 janvier 2022 sur Série Club

- États-Unis : 3,53 millions de téléspectateurs[12] (première diffusion)

- Laila Robins (Katarina Rostova)
- Lotte Verbeek (Katarina Rostova, jeune)
- Ron Raines (Dominic Wilkinson)
- Gary Littman (Dr Ed Clemons)
- Jonathan Holtzman (Chuck)
- Gemson Blimline (Morgan)

### Épisode 3:450 grammes
- États-Unis /  Canada : 22 janvier 2021 sur NBC / Global
- France : 15 janvier 2022 sur Série Club

- États-Unis : 3,27 millions de téléspectateurs[13] (première diffusion)

- Fisher Stevens (Marvin Gerard)
- Kecia Lewis (Esi Jackson)
- Drew Gehling (Skip Hadley)
- Dion Graham (Gib Horn)
- Jonathan Holtzman	(Chuck)
- Mark Price (Miles Dawson)
- Cooper Grodin	(Bud)

- Hormis le premier épisode de la série, il s'agit du septième épisode à ne pas comporter de numéro sur le titre de l'épisode.

### Épisode 4:Elizabeth Keen
- États-Unis /  Canada : 29 janvier 2021 sur NBC / Global
- France : 22 janvier 2022 sur Série Club

- États-Unis : 3,43 millions de téléspectateurs[14] (première diffusion)

- Kecia Lewis (Esi Jackson)
- Fisher Stevens (Marvin Gerard)
- Aida Turturro (Heddie Hawkins)
- Dikran Tulaine (Max Ruddiger)
- Drew Gehling (Skip Hadley)
- Alex Shimizu (Tadashi Ito)
- Teddy Coluca (Teddy Brimley)
- David E. Harrison (Sikorsky)

- Cet épisode est devenu le premier épisode de la série à avoir une note en dessous de 6/10 sur le site IMDb avec 5,3/10[15].

### Épisode 5:Fribourg Confidentiel
- États-Unis /  Canada : 5 février 2021 sur NBC / Global
- France : 22 janvier 2022 sur Série Club

- États-Unis : 3,44 millions de téléspectateurs[16] (première diffusion)

- Frankie Faison (Abraham Moores)
- Deirdre Lovejoy (Cynthia Panabaker)
- Kecia Lewis (Esi Jackson)
- Roger Bart (Scooter Rovenpor)
- John Ellison Conlee (Juge Steven Velchek)
- Daniel Sauli (Le Freelance)
- Drew Gehling (Skip Hadley)
- William Ragsdale (Carl Conway)

- Megan Boone n'apparaît pas dans cet épisode.
- Cet épisode marque le retour du Freelance, numéro 145 de la liste de Reddington, apparu dans le deuxième épisode de la première saison.

### Épisode 6:LaWellstone Agency
- États-Unis /  Canada : 12 février 2021 sur NBC / Global
- France : 22 janvier 2022 sur Série Club

- États-Unis : 3,44 millions de téléspectateurs[17] (première diffusion)

- Huey Lewis (Huey Lewis)
- James Yaegashi (Alexander Frayne)
- Michael Crane (Ario Atkinson)
- Bob Hiltermann (le Colonel)
- Amaia Arana (Jenna Randall)
- Tye Alexander (Mason Dieterie)
- Dani Montalvo (Melissa Randall)
- Olamide Candide-Johnson (Miss Jessica)
- Marylouise Burke (Paula Carter)
- Vince Nappo (Radley Jorgensen)

- Cet épisode rend hommage à l'acteur Clark Middleton, interprète de Glen Carter depuis la saison 2, décédé le 4 octobre 2020, qui lui est dédié. De plus, son personnage meurt de la même maladie que l'acteur, le Virus du Nil occidental.
- Le chanteur Huey Lewis fait une apparition dans l'épisode.
- Megan Boone n'apparaît pas dans cet épisode.
- La fuite de Frayne est un clin d’œil à Matrix

### Épisode 7:Marie la chimiste
- États-Unis /  Canada : 19 février 2021 sur NBC / Global
- France : 29 janvier 2022 sur Série Club

- États-Unis : 3,38 millions de téléspectateurs[18] (première diffusion)

- Daniel Saul (Le Freelance)
- Francesca Faridany (Mary Bremmer)
- David E.Harrison (l'ami de l'est)
- Roger Bart (Scooter Rovenpor)
- Gerardo Rodriguez (Rogelio)
- Marielle Young (Angela)
- Rufus Collins (Dr Grundig)
- Ahmed Lucan (Ismael Aknoz)
- Clinton Brandhagen (Rocco)
- Patrick Breen (membre du Congrès Russel Friedenberg)
- Marcel Simoneau (Stephan Gervais)

- Megan Boone n'apparaît pas dans cet épisode.

### Épisode 8:Ogden Greeley
- États-Unis /  Canada : 26 février 2021 sur NBC / Global
- France : 29 janvier 2022 sur Série Club

- États-Unis : 3,57 millions de téléspectateurs[19] (première diffusion)

- Christopher Kelly (Ogden Greeley)
- LaChanze (Anne)
- Valarie Pettiford (Charlène Cooper)
- Matt Dellapina (Alan Tuppert)

- Megan Boone n'apparaît pas dans cet épisode.

### Épisode 9:La Cyranoïde
- États-Unis /  Canada : 5 mars 2021 sur NBC / Global
- France : 29 janvier 2022 sur Série Club

- États-Unis : 3,22 millions de téléspectateurs[20] (première diffusion)

- Mara Davi (The Cyranoid)
- Francesca Faridany (Mary Bremmer - Chemical Mary)
- Reg Rogers (Neville Townsend)
- Lukas Hassel (Vandyke)
- Deirdre Lovejoy (Cynthia Panabaker)
- Seth Numrich (Rakitin)
- Todd Lewis (Le Commissaire)

- Megan Boone n'apparaît pas dans cet épisode.

### Épisode 10:DrLaken Perillos
- États-Unis /  Canada : 12 mars 2021 sur NBC / Global
- France : 29 janvier 2022 sur Série Club

- États-Unis : 3,30 millions de téléspectateurs[21] (première diffusion)

- Reg Rogers (Neville Townsend)
- Laverne Cox (Dr Laken Perillos)
- Dikran Tulaine (Max Ruddiger)
- Stephan Godleski (Beans)
- Kineta Kunutu (Blake Brown)
- Christopher Gurr (Godwin Page)

- Megan Boone n'apparaît pas dans cet épisode.

### Épisode 11:Le Capitaine Kidd
- États-Unis /  Canada : 26 mars 2021 sur NBC / Global
- France : 5 février 2022 sur Série Club

- États-Unis : 3,29 millions de téléspectateurs[22] (première diffusion)

- Noah Robbins (Captain Kidd)
- Reg Rogers (Neville Townsend)
- Seth Numrich (Rakitin)
- Stephen Scott Scarpulla (Jarret Moore)
- Rasha Zamamiri (Safiya Maroun)
- Phillip James Brannon (Tyler Schwartz)

- Megan Boone n'apparaît pas dans cet épisode.

### Épisode 12:Rakitin
- États-Unis /  Canada : 2 avril 2021 sur NBC / Global
- France : 5 février 2022 sur Série Club

- États-Unis : 3,29 millions de téléspectateurs[23] (première diffusion)

- Seth Numrich (Rakitin)
- Deirdre Lovejoy (Cynthia Panabaker)
- David E.Harrison (l'ami de l'est)

- Megan Boone n'apparaît pas dans cet épisode.

### Épisode 13:Anne
- États-Unis /  Canada : 16 avril 2021 sur NBC / Global
- France : 12 février 2022 sur Série Club

- États-Unis : 3,53 millions de téléspectateurs[24] (première diffusion)

- LaChanze (Anne)
- Kathryn Erbe (Lois)
- John Bolton (Bran)
- Reg Rogers (Neville Townsend)

- Il s'agit du huitième épisode à ne pas avoir de numérotation après le nom de la liste noire de Raymond Reddington.
- Megan Boone, Diego Klattenhoff, Amir Arison, Harry Lennix et Laura Sohn n'apparaissent pas dans cet épisode.

### Épisode 14:Misère
- États-Unis /  Canada : 23 avril 2021 sur NBC / Global
- France : 12 février 2022 sur Série Club

- États-Unis : 3,44 millions de téléspectateurs[25] (première diffusion)

- Hazel/Ginger Mason (Agnes Keen)
- LaChanze (Anne Foster)
- Kecia Lewis (Esi Jackson)
- Danaya Esperanza (Isabella Zuma)
- Chloe Freeman (Jax)
- Susan Blommaert (Kate Kaplan)
- Dikran Tulaine (Max Ruddiger)
- Reg Rogers (Neville Townsend)
- Drew Gehling (Skip Hadley)
- Kathryn Erbe (Lois)

- Cet épisode marque le retour de Megan Boone dans la série après avoir été absente durant neuf épisodes.
- Laura Sohn n'apparaît pas dans cet épisode.
- Neuvième épisode de la série à ne pas avoir de numérotation de la liste noire de Raymond Reddington. C'est le deuxième épisode de suite à ne pas avoir de numéro.
- L'épisode est devenu le moins bien noté de la série sur le site IMDb avec 4,8/10[15].

### Épisode 15:Le Nœud russe
- États-Unis /  Canada : 30 avril 2021 sur NBC / Global
- France : 19 février 2022 sur Série Club

- États-Unis : 3,35 millions de téléspectateurs[26] (première diffusion)

- Reg Rogers (Neville Townsend)
- Marylouise Burke (Paula Carter)
- Dikran Tulaine (Max Ruddiger)

- Dixième épisode de la série (et troisième à la suite) à ne pas avoir de numéro de la liste dans son titre.

### Épisode 16:Nicholas Obenrader
- États-Unis /  Canada : 7 mai 2021 sur NBC / Global
- France : 19 février 2022 sur Série Club

- États-Unis : 3,20 millions de téléspectateurs[27] (première diffusion)

- Nick Westrate (Nicholas Obenrader)
- Reg Rogers (Neville Townsend)
- Lukas Hassel (Vandyck)
- Tyrone L. Robinson (Landlord)
- David E.Harrison (l'ami de l'est)

### Épisode 17:Ivan Stepanov
- États-Unis /  Canada : 14 mai 2021 sur NBC / Global
- France : 19 février 2022 sur Série Club

- États-Unis : 3,09 millions de téléspectateurs[28] (première diffusion)

- David E. Harrison (Ivan Stepanov)
- Reg Rogers (Neville Townsend)
- Jonathan Holtzman (Chuck)
- Lukas Hassel (Vandyke)

### Épisode 18:Protée
- États-Unis /  Canada : 21 mai 2021 sur NBC / Global
- France : 20 février 2022 sur Série Club

- États-Unis : 3,27 millions de téléspectateurs[29] (première diffusion)

- Elan Zafir (The Protean - Rhys Engel)
- Reg Rogers (Neville Townsend)
- Fiona Dourif (Jennifer Reddington)
- Kecia Lewis (Esi Jackson)
- Hazel et Ginger Mason (Agnes)
- Drew Gehling (Skip Hadley)

### Épisode 19:Balthazar «Bino» Baker
- États-Unis /  Canada : 28 mai 2021 sur NBC / Global
- France : 20 février 2022 sur Série Club

- États-Unis : 3,33 millions de téléspectateurs[30] (première diffusion)

- Mike Starr (Balthazar 'Bino' Baker)
- Reg Rogers (Neville Townsend)
- Lukas Hassel (Vandyke)
- Dylan Martin Frankel (Anton Mobley)
- Daphne Rubin-Vega (Delores Knapp)

### Épisode 20:Godwin Page
- États-Unis /  Canada : 4 juin 2021 sur NBC / Global
- France : 26 février 2022 sur Série Club

- États-Unis : 3,16 millions de téléspectateurs[31] (première diffusion)

- Christopher Gurr (Godwin Page)
- Deirdre Lovejoy (Cynthia Panabaker)
- Genson Blimline (Morgan)
- Lukas Hassel (Vandyke)
- Marcia Jean Kurtz (Edna Brimley)

### Épisode 21:Au commencement
- États-Unis /  Canada : 16 juin 2021 sur NBC / Global
- France : 26 février 2022 sur Série Club

- États-Unis : 2,35 millions de téléspectateurs[32] (première diffusion)

- Ron Raines (Dominic Wilkinson)
- Brett Cullen (Ilya Koslov)
- David E. Harrison (Ivan Stepanov)
- Lotte Verbeek (Katarina Rostova)
- Colin Bates (Real Reddington)
- Laila Robins (Tatiana Petrova)
- Reg Rogers (Neville Townsend)
- C.J. Wilson (Dominic Wilkinson, jeune)
- Gabriel Mann (Ilya Koslov, jeune)
- Colin Bates (Created Raymond Reddington)
- Scott Turner Schofield (le vrai Raymond Reddington)
- Aria Kane (Liz, jeune)
- Adam Harper (Constantin Rostov, jeune)
- Madeline Hoarle (Katarina, à 12 ans)
- Zoey Deel (Katarina, à 17 ans)

- L'épisode est diffusée le mercredi, une première depuis la saison 5.
- Onzième épisode de la série à ne pas avoir de numéro de la liste dans son titre.
- L'épisode est principalement en noir et blanc.
- Bien que crédités au générique, Diego Klattenhoff, Amir Arison, Laura Sohn et Harry Lennix ne figurent pas dans cet épisode.

### Épisode 22:Quand la fin est proche
- États-Unis /  Canada : 23 juin 2021 sur NBC / Global
- France : 27 février 2022 sur Série Club

- États-Unis : 2,24 millions de téléspectateurs[33] (première diffusion)

- Hazel/Ginger Mason (Agnes Keen)
- Lukas Hassel (Vandyke)

- Cet épisode marquera la départ de Megan Boone, qui tenait le rôle d'Elizabeth Keen depuis le début de la série ainsi que le showrunner Jon Bokenkamp.
- Douzième épisode de la série à ne pas avoir de numéro de la liste dans son titre.

## Audiences

### Aux États-Unis
La huitième saison a été suivie en moyenne par 5,47 millions de téléspectateurs.
| no d'épisode | Titre original                       | Date de diffusion originale | Taux sur les 18-49 ans (en %) | Taux sur les 18-49 ans (en %) | Taux sur les 18-49 ans (en %) | Audience (en millions de téléspectateurs) | Audience (en millions de téléspectateurs) | Audience (en millions de téléspectateurs) |
| no d'épisode | Titre original                       | Date de diffusion originale | TV                            | DVR                           | Total                         | TV                                        | DVR                                       | Total                                     |
| ------------ | ------------------------------------ | --------------------------- | ----------------------------- | ----------------------------- | ----------------------------- | ----------------------------------------- | ----------------------------------------- | ----------------------------------------- |
| 1            | Roanoke (No. 139)                    | 13 novembre 2020            | 0,4/3                         | 0,4                           | 0,8                           | 3,72                                      | 2,30                                      | 6,03                                      |
| 2            | Katarina Rostova: Conclusion (No. 3) | 20 novembre 2020            | 0,4/3                         | 0,3                           | 0,6                           | 3,53                                      | 1,72                                      | 5,26,                                     |
| 3            | 16 Ounces                            | 22 janvier 2021             | 0,4/3                         | 0,4                           | 0,8                           | 3,27                                      | 1,92                                      | 5,19,                                     |
| 4            | Elizabeth Keen (No. 1)               | 29 janvier 2021             | 0,4/3                         | indeterminé                   | indeterminé                   | 3,43                                      | indeterminé                               | indeterminé                               |
| 5            | The Fribourg Confidence (No. 140)    | 5 février 2021              | 0,4/3                         | 0,3                           | 0,6                           | 3,44                                      | 1,69                                      | 5,13,                                     |
| 6            | The Wellstone Agency (No. 127)       | 12 février 2021             | 0,4                           | 0,3                           | 0,7                           | 3,44                                      | 2,25                                      | 5,69                                      |
| 7            | Chemical Mary (No. 143)              | 19 février 2021             | 0,4                           | 0,3                           | 0,7                           | 3,38                                      | 2,21                                      | 5,59                                      |
| 8            | Odgen Greely (No. 40)                | 26 février 2021             | 0,3                           | 0,4                           | 0,7                           | 3,57                                      | 2,04                                      | 5,62                                      |
| 9            | The Cyranoid (No. 35)                | 5 mars 2021                 | 0,4                           | 0,3                           | 0,7                           | 3,22                                      | 2,18                                      | 5,41                                      |
| 10           | Dr. Laken Perillos (No. 70)          | 12 mars 2021                | 0,4                           | 0,3                           | 0,7                           | 3,30                                      | 2,01                                      | 5,30                                      |
| 11           | Captain Kidd (No. 96)                | 26 mars 2021                | 0,3                           | indeterminé                   | indeterminé                   | 3,29                                      | indeterminé                               | indeterminé                               |
| 12           | Rakitin (No. 28)                     | 2 avril 2021                | 0,4                           | indeterminé                   | indeterminé                   | 3,29                                      | indeterminé                               | indeterminé                               |
| 13           | Anne                                 | 16 avril 2021               | 0,4                           | 0,2                           | 0,6                           | 3,53                                      | 1,79                                      | 5,31                                      |
| 14           | Misere                               | 23 avril 2021               | 0,4                           | 0,3                           | 0,7                           | 3,44                                      | 1,93                                      | 5,37                                      |
| 15           | The Russian Knot                     | 30 avril 2021               | 0,4                           | 0,3                           | 0,7                           | 3,35                                      | 2,07                                      | 5,41                                      |
| 16           | Nicholas Obenrader (No. 133)         | 7 mai 2021                  | 0,4                           | 0,3                           | 0,7                           | 3,20                                      | 2,07                                      | 5,27                                      |
| 17           | Ivan Stepanov (No. 5)                | 14 mai 2021                 | 0,4                           | 0,4                           | 0,7                           | 3,09                                      | 1,99                                      | 4,99                                      |
| 18           | The Protean (No. 36)                 | 21 mai 2021                 | 0,4                           | 0,3                           | 0,7                           | 3,27                                      | 2,01                                      | 5,28                                      |
| 19           | Balthazar 'Bino' Baker (No. 129)     | 28 mai 2021                 | 0,4                           | 0,3                           | 0,7                           | 3,33                                      | 1,96                                      | 5,29                                      |
| 20           | Godwin Page (No. 141)                | 4 juin 2021                 | 0,3                           | 0,3                           | 0,6                           | 3,16                                      | 1,98                                      | 5,13                                      |
| 21           | Nachalo                              | 16 juin 2021                | 0,3                           | 0,3                           | 0,6                           | 2,35                                      | 2,46                                      | 4,81                                      |
| 22           | Konets                               | 23 juin 2021                | 0,2                           | 0,3                           | 0,5                           | 2,24                                      | 2,35                                      | 4,58                                      |